# Санта-Мария (сорт груш)
 'Санта-Мария'  (полное название:  'Санта-Мария Мореттини' ; итал. Santa Maria Morettini) — сорт груши обыкновенной. 

## История и описание
Сорт груш 'Санта-Мария' (Святая Мария) был выведен во Флоренции Алессандро Мореттини, сотрудником Сельскохозяйственного института при Флорентийском университете. Сорт представляет собой гибрид сортов 'Вильямс' и 'Кошия'. Коммерческая продажа груш этого сорта началась в 1951 году.
Плоды сорта — среднего размера, средней массой около 150 г. Цвет сначала зелёный, при созревании — достаточно изменчивый (красноватый, желтоватый и т.д.), побурение слабое. Мякоть белого цвета, маслянистой консистенции, сочная, с умеренно сладким, освежающим вкусом.
Груши этого сорта созревают (в Южной Европе) во второй половине июля. Груши Санта-Мария лучше всего собирать, когда они еще зеленая и относительно твердые, а затем выдерживать для дозревания в полутёмных сухих местах до 10 дней с момента сбора. Груши, произведённые для коммерческой продажи, обычно собирают и отправляют в магазины, пока они еще зелёные, поэтому после покупки им зачастую нужно дозреть в течение нескольких дней.